# Selección de fútbol sub-15 de Panamá
La selección de fútbol sub-15 de Panamá es el equipo formado por jugadores de 15 años de edad, que representa a la Federación Panameña de Fútbol

## Partidos
| Fecha      | Ciudad        | Competición                      | Racha | Local                |                                    | Resultado  |                        | Visitante   |
| ---------- | ------------- | -------------------------------- | ----- | -------------------- | ---------------------------------- | ---------- | ---------------------- | ----------- |
| 28/04/2023 | Alajuela      | Torneo Uncaf Sub-15              | Sí    | Honduras             | Bandera de Honduras                | 1:2 (0:1)  | Bandera de Panamá      | Panamá      |
| 30/04/2023 | Alajuela      | Torneo Uncaf Sub-15              | No    | Panamá               | Bandera de Panamá                  | 1:2 (1:0)  | Bandera de Guatemala   | Guatemala   |
| 02/05/2023 | Alajuela      | Torneo Uncaf Sub-15              | Sí    | Belice               | Bandera de Belice                  | 2:12 (1:9) | Bandera de Panamá      | Panamá      |
| 30/04/2023 | Alajuela      | Torneo Uncaf Sub-15              | Sí    | Panamá               | Bandera de Panamá                  | 3:0 (2:0)  | Bandera de El Salvador | El Salvador |
| 06/08/2023 | Santo Domingo | Campeonato Sub-15 de la Concacaf |       | Panamá               | Bandera de Panamá                  | :          | Bandera de Guatemala   | Guatemala   |
| 07/08/2023 | Santo Domingo | Campeonato Sub-15 de la Concacaf |       | República Dominicana | Bandera de la República Dominicana | :          | Bandera de Panamá      | Panamá      |
| 08/08/2023 | Santo Domingo | Campeonato Sub-15 de la Concacaf |       | Canadá               | Bandera de Canadá                  | :          | Bandera de Panamá      | Panamá      |

## Convocatoria
Lista de jugadores convocados para disputar el Campeonato Sub-15 de la Concacaf en  República Dominicana,
| N.º  | Nombre             | Posición      | Edad    | Club              |
| ---- | ------------------ | ------------- | ------- | ----------------- |
| 1    | Rafael Sanders     | Portero       | 16 años | Academy Champions |
| 12   | Ariel Sitton       | Portero       | 16 años | CD Plaza Amador   |
|      | Adamir Aparicio    | Portero       | 16 años | Chiriquí          |
|      | David Bonilla      | Portero       | 16 años | Panamá City FC    |
| 15   | Josimar Palacios   | Defensa       | 16 años | Alianza FC        |
| 4    | Joseph Pacheco     | Defensa       | 16 años | CD Plaza Amador   |
| 3    | Abraham Salinas    | Defensa       | 16 años | CD Plaza Amador   |
| 2    | Héctor Brias       | Defensa       | 16 años | Grêmio            |
| 5    | Anthony Ramos      | Defensa       | 16 años | CD Plaza Amador   |
| 18   | Javier Ortiz       | Defensa       | 16 años | Academy Champions |
|      | Walter Muñoz       | Defensa       | 16 años | CA Independiente  |
|      | Jhaftaniel Asfall  | Defensa       | 16 años | Herrera FC        |
| 16   | Robén Benítez      | Mediocampista | 16 años | Sporting SM       |
| 14   | Pablo Aranda       | Mediocampista | 16 años | Sporting SM       |
| 8    | Jafeth De La Rosa  | Mediocampista | 16 años | CA Independiente  |
| 13   | Héctor Guerra      | Mediocampista | 16 años | CA Independiente  |
| 6    | Aníbal Ortega      | Mediocampista | 16 años | CD Plaza Amador   |
| 20   | Ezequiel Palacios  | Mediocampista | 15 años | Colón C-3 FC      |
| 19   | Joseph Choy        | Mediocampista | 16 años | Academia Bagoso   |
| 7    | Adrián Olivardía   | Mediocampista | 15 años | Tauro FC          |
| 10   | Ezequiel Catuy     | Mediocampista | 15 años | Colón C-3 FC      |
| 17   | Gérson de Gordon   | Delantero     | 16 años | CD Bocas FC       |
| 11   | Ángel James        | Delantero     | 16 años | CA Independiente  |
| 9    | Abraham Altamirano | Delantero     | 16 años | CA Independiente  |
| D.T. | Mario Méndez       | Entrenador    | 48 años |                   |

## Estadísticas

### Juegos Olímpicos de la Juventud
| Año               | Ronda        | Posición     | PJ           | PG           | PE           | PP           | GF           | GC           |              |
| ----------------- | ------------ | ------------ | ------------ | ------------ | ------------ | ------------ | ------------ | ------------ | ------------ |
| Singapur 2010     | No participó | No participó | No participó | No participó | No participó | No participó | No participó | No participó | No participó |
| Nankín 2014       | No participó | No participó | No participó | No participó | No participó | No participó | No participó | No participó | No participó |
| Buenos Aires 2018 | No clasificó | No clasificó | No clasificó | No clasificó | No clasificó | No clasificó | No clasificó | No clasificó | No clasificó |
| Dakar 2026        | Por definir  | Por definir  | Por definir  | Por definir  | Por definir  | Por definir  | Por definir  | Por definir  | Por definir  |

### Campeonato Sub-15 de la Concacaf
| Año                 | Ronda        | Posición     | PJ           | PG           | PE           | PP           | GF           | GC           |              |
| ------------------- | ------------ | ------------ | ------------ | ------------ | ------------ | ------------ | ------------ | ------------ | ------------ |
| Islas Caimán 2013   | No participó | No participó | No participó | No participó | No participó | No participó | No participó | No participó | No participó |
| Estados Unidos 2017 | Fase Final   | 4°           | 5            | 2            | 0            | 3            | 3            | 9            |              |
| Estados Unidos 2019 | Fase Grupos  | 9°           | 4            | 2            | 1            | 1            | 9            | 4            |              |

### Torneo Sub-15 de la Uncaf
| Año             | Ronda        | Posición | PJ | PG | PE | PP | GF | GC |
| --------------- | ------------ | -------- | -- | -- | -- | -- | -- | -- |
| Belice 2019     | Fase Grupos  | 6°       | 2  | 0  | 1  | 1  | 0  | 1  |
| Costa Rica 2023 | Fase Finales | 3°       | 4  | 3  | 0  | 1  | 19 | 5  |

## Entrenador
| Nombre              | Periodo     | País                 |
| ------------------- | ----------- | -------------------- |
| Juan Carlos Cubilla | 2013 - 2016 | Bandera de Panamá    |
| Jorge Dely Valdés   | 2017        | Bandera de Panamá    |
| Jorge Santos        | 2018 - 2019 | Bandera de Panamá    |
| Jorge Dely Valdés   | 2019        | Bandera de Panamá    |
| César Morales       | 2020 - 2021 | Bandera de Panamá    |
| Ángel Sánchez       | 2021        | Bandera de Venezuela |
| Mario Méndez        | 2023        | Bandera de Panamá    |
| Leonardo Pipino     | 2025 - act. | Bandera de Argentina |

### Cuerpo técnico
| Cuerpo Técnico     | Cuerpo Técnico   | Cuerpo Técnico          | Cuerpo Técnico      |
| ------------------ | ---------------- | ----------------------- | ------------------- |
| Entrenador:        | Mario Méndez     | Asistentes técnicos:    | Francisco Castañeda |
| Preparador físico: | Natanael Cardoso | Preparador de arqueros: | Angel Williams      |
| Médico:            | Luis Sevillano   | Delegado:               | Pedro Nuñez         |
| Fisioterapeuta:    | David Vargas     | Utileros:               | Tobías Cedeño       |

- Datos: Q20024735